# Ишана Нагара
Ишана Нагара (IAST: Īśāna Nāgara), также Ишана Тхакур (IAST: Īśāna Ṭhākura; 1498—?) — кришнаитский святой, живший в Бенгалии в XVI веке. Ишана был близким сподвижником и учеником Адвайты Ачарьи. Ему приписывается авторство агиографии Адвайты Ачарьи под названием «Адвайта-пракаша». Это произведение часто выдаётся за самый ранний гаудия-вайшнавский текст на бенгали, составленный за два года до «Чайтанья-бхагаваты». Однако, по мнению большинства учёных «Адвайта-пракаша» была написана в конце XIX века автором по имени Ачьютачарана Чаудхури Таттванидхи.